# I. P. Pavlova metróállomás
I. P. Pavlova egy metróállomás Prágában a prágai C metró vonalán.

## Szomszédos állomások
A metróállomáshoz az alábbi állomások vannak a legközelebb:
- Muzeum (Letňany)
- Vyšehrad (Háje)

## Átszállási kapcsolatok
| C (Letňany ↔ Háje) |                                                                          |                         |
| Állomás            | Átszállási kapcsolatok                                                   | Fontosabb létesítmények |
| I. P. Pavlova      | 148, 904, 905, 910, 911, H1 4, 6, 10, 11, 13, 16, 22, 23, 91, 95, 97, 99 |                         |